# La Boisse

La Boisse este o comună în departamentul Ain din estul Franței.